# INS Imphal (D68)
El INS Imphal (D68) es un destructor furtivo con misiles de la clase Visakhapatnam (Proyecto 15B) de la Marina India. Construido por Mazagon Dock Shipbuilders (MDL) de Bombai (India), fue botado en abril de 2019. Tras una serie de pruebas, fue entregado en octubre de 2023. Es el tercero de una serie de destructores de manufactura local.

## Construcción
Fue colocada su quilla el 19 de mayo de 2017 y posteriormente botado el 20 de abril de 2019 por el Mazagon Dock Shipbuilders de Bombai, India. Después de unas pruebas, fue tramitada su entrega formal a la marina el 20 de octubre de 2023.